# Moÿ-de-l'Aisne
Moÿ-de-l'Aisne je naselje in občina v severnem francoskem departmaju Aisne regije Pikardije. Leta 1999 je naselje imelo 1.002 prebivalcev.

## Geografija
Kraj se nahaja v pokrajini Vermandois 33 km severozahodno od Laona.

## Administracija
Moÿ-de-l'Aisne je sedež istoimenskega kantona, v katerega so poleg njegove vključene še občine Alaincourt, Benay, Berthenicourt, Brissay-Choigny, Brissy-Hamégicourt, Cerizy, Châtillon-sur-Oise, Essigny-le-Grand, Gibercourt, Hinacourt, Itancourt, Ly-Fontaine, Mézières-sur-Oise, Remigny, Urvillers in Vendeuil s 7.752 prebivalci.
Kanton je sestavni del okrožja Saint-Quentin.